# 534 هـ
534 هـ هي سنة في التقويم الهجري امتدت مقابلةً في التقويم الميلادي بين سنتي 1139 و1140.

## وفيات
- البديع الأسطرلابي
- سلامة بن عياض الكفرطابي